# Гахомела
Гахомела (груз. გახომელა) — село в Грузии. Расположена на Одишской низменности, по правому берегу реки Техури, на высоте 80 метров над уровня моря в Сенакском муниципалитете края Самегрело-Земо Сванети. Деревня расположена в 14 км от центра муниципалитета города Сенаки. На границе села расположен археологический музей под открытым небом Нокалакеви. Непосредственно рядом с Нокалакеви на правом берегу реки Техури есть природные источники горячей воды.
По данным переписи 2014 года в деревне проживало 508 человека, из них большинство грузины (мегрелы). Население деревни исповедует православие.